# 後鳥羽伝説

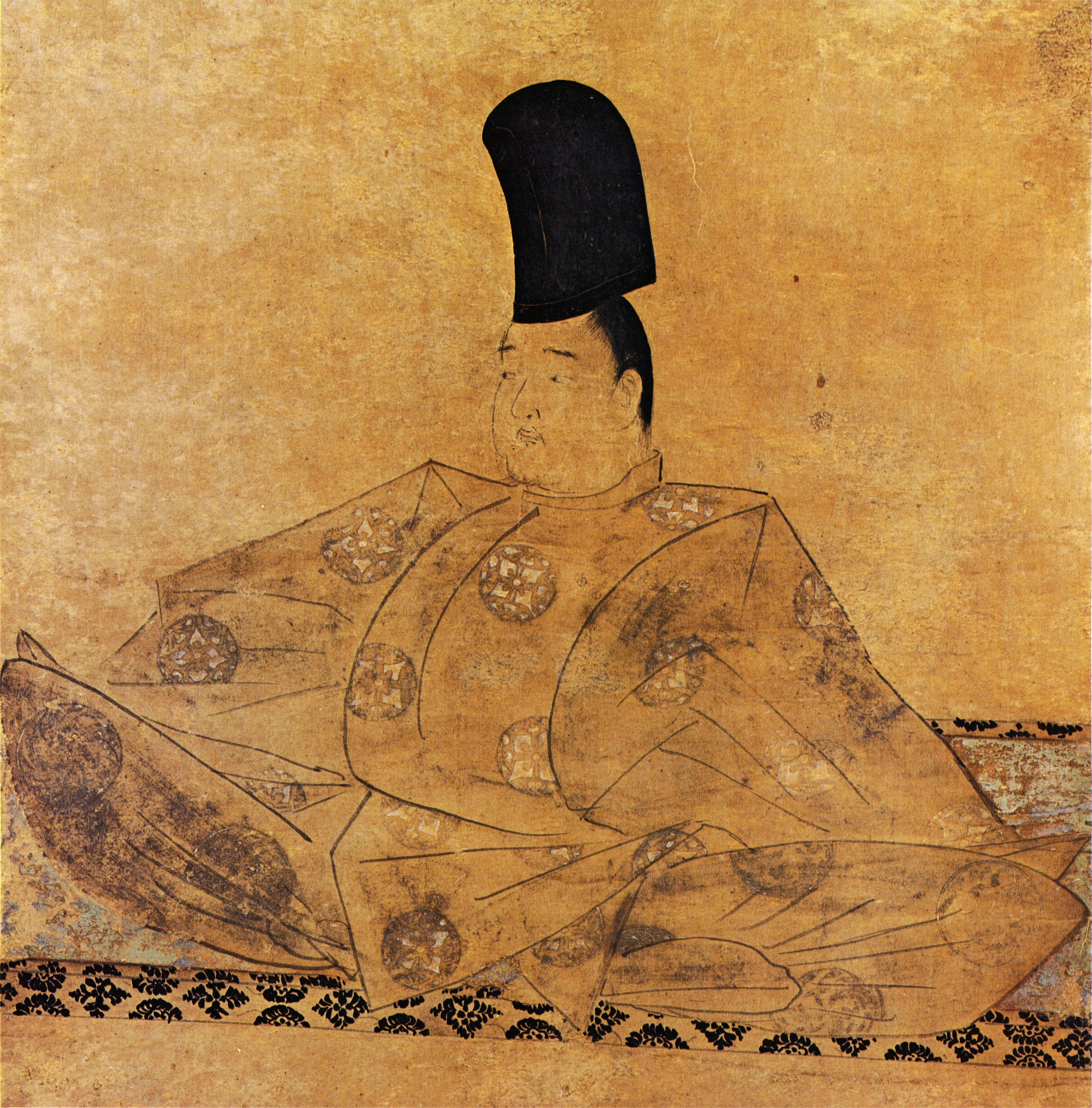
後鳥羽院像（伝藤原信実筆、水無瀬神宮蔵）

後鳥羽伝説（ごとばでんせつ）は、広島県備後地方と芸北地方の一部、島根県雲南地方の一部に残る、後鳥羽上皇にまつわる伝説。

## 概要
承久の乱で朝廷は鎌倉幕府に敗れた。乱後その朝廷側首謀者であった後鳥羽上皇は隠岐へ配流となった。その京都から隠岐への配流ルートは正史においては以下の通り。
- 『吾妻鏡』  : 承久3年（1221年）7月13日幕府武士に囲まれて鳥羽の行宮を出発、7月27日出雲大湊へ着、そこから隠岐へ向かい、8月5日隠岐国阿摩郡苅田郷に着[1][2]
- 『承久兵乱記』 : 京都から播磨明石浦へ出て、美作と伯耆の境を越えて出雲大湊へ着、そこから隠岐へ向う[1]

ただ備後から雲南の一部にかけては以下の配流伝説が残る。
- 長井浦（糸崎港）→吉舎→総領→庄原→比和→高野にて行宮を設い年越し→飯南→松江大湊（美保関）[3][2][4]

また船ではなく、播磨から山陰道を進んでいた上皇が西国を見たいと南下して山陽道を進み、承久3年7月末に備後に入ったとする話もある。更に、上皇が隠岐から脱出し中国山地を超えたあたりで崩御したとする伝説も残る。様々な伝説が動線のように点在し、一部は地名の由来となっている。伝説は備後側、特に庄原市高野町に多く残る反面、出雲側にはほとんどない。
なおこの伝説を元に内田康夫が創作したのが、浅見光彦シリーズ第1作『後鳥羽伝説殺人事件』である。

## 伝説
番号は上皇が通ったとされる南から北の順番、表記は右地図に合わせ北から列挙する。
- 17. 沖ノ郷山（飯南町） : 上皇が訪れ隠岐を望んだ「隠岐の望（おきのぼう）」が名の由来の一つ。周辺には「隠岐原」「国王原」「殿居」などの地名が残る[3]
- 16. 王貫峠 : 上皇がここを超えて出雲に入ったことが名の由来[2]。
- 15. 黒木神社（高野町） : 「天皇社」とも。高野に滞在中、冬季のみ用いた黒木御所の跡と伝わる。上皇の試作とされた観音像があったが火災により焼失している[2][7][8]。
- 14. 中山神社（高野町） : 黒木御所滞在中に創建したと伝わる[2]。
- 13. 功徳寺（高野町） : 高野町における後鳥羽伝説の中心地とされる。『芸藩通志』に「ここも皇居にてありしといふ。堂の作り他にたがひて殊勝なり」とあり、承久3年（1221年）9月から翌承久4年（1222年）3月まで滞在したと伝わる。「萬歳院」の院号と勅額・硯・御衣などを下賜されたと伝わり、現在では寺宝として残る[2][9]。
- 12. 蔀山 : 功徳寺滞在中の上皇が山の紅葉を賞した歌が残る。「蔀山降ろす嵐のはげしくて 紅葉の錦きぬ人もなし」[2][9]。
- 11. 御所地山 : 一時滞在した地と伝わる[2][7]。
- 10. 王居峠 : 御所地山麓の峠[2][7]。
- 9. 王居峠神社 : ここに駕を止めたと伝わる。その伝説からスサノオを勧請して祀ったのが神社としての起源になる[9]。
- 8. 大内山神社（濁川町） : 上皇が勧請したと伝わる[7]。
- 7. 三良坂町仁賀 : 元々は二荷村といったが上皇が通ったことで仁賀村と称するようになった。上皇が休憩した所を意味する「仮屋迫」が小字の名として残り、そこから山の尾根沿いの道を「皇宇根」と言った（『国郡志御用に付仁賀村書上帳』[注 1]）。
- 6. 皇渡橋 : 上皇が渡河した（『国郡志御用に付仁賀村書上帳』[注 1]）地点にかかる橋。『三良坂町誌』にはなかなか渡れなかった上皇が残した歌が記載されている。「われこそはわたりゆくべき川水も 心あらばやかわきだにせよ」[7]。
- 5. 登美志山 : 上皇は山を見て「皆人のふじと知られて傭後なる 富士の山の峰の白雪」と歌を残した（『国郡志御用に付安田村書上帳』[注 1]）[7][10]。
- 4. 吉舎町 : 上皇が宿泊した際に「吉き舎り（よきやどり）」と言われたことが名の由来 （『国郡志御用に付吉舎村書上帳』[注 1]）[1][11]。
- 3. 艮神社（吉舎町） : ここで宿泊したと伝わる。上皇真筆とされる勅額が存在していたが、調査のため広島県庁に提出したところ明治9年（1876年）庁舎の出火により消失してしまった[1][7][12][11]。
- 2. 世羅町田打 : 「行在」という地名が残り、上皇の宿泊地と伝わる[7]。
- 1. 長井の浦（糸崎港） : 万葉集にも出てくる古代からある港で、糸碕神社付近が長井浦とされるが、一説には尾道にあるとも[13]。宝暦10年（1760年）『長井浦記』に上皇が隠岐で詠んだ歌として「隠岐の国たく火の里にたかぬ火を 備後の本梨にいまぞたくろう」が書かれている。当時その付近は木梨村といい、たくろうとは不知火のその地方での呼び名であることから、尾道から三原にかけてのあたりで上皇が上陸したことを暗示しているという[1][14]。

三次市作木町には2つの伝説、つまり上皇が隠岐へ配流途中で崩御した伝説（『大山国郡志』）、あるいは隠岐を脱出してこの地まで辿り着いて崩御した伝説（『浄円寺文書』）が残る。
- 4. 高宮町佐々部 : 「式敷」という地名があり、これは上皇が用いた敷物に由来する[15]。
- 3. 蓮照寺（高宮町） : 寺宝として後鳥羽上皇坐像と、後鳥羽院尊儀と記された位牌が残る[5][15]。
- 2. 後鳥羽院尊儀
- 1. 後鳥羽院御陵
  - 同じ町の別の場所に2つ御陵（墓碑）が建つ[6]。
  - 御陵の周辺には「ゆかん岩」（御遺体を清めるのに使った）「はいばら」（参拝地点）「番僧」（番所地点）「多宝茶」（京都から持ち込まれて野生化したと伝えられる）など上皇にまつわる地名が残っている[6]。

## 参考資料
- “後鳥羽伝説紀行” (PDF).   備陽史探訪の会. 2019年12月22日閲覧。
- 得能正通『備後叢書. 第8巻』備後郷土史会、1928-1935。NDLJP:1243464。
- 得能正通『備後叢書. 第11巻』備後郷土史会、1928-1935。NDLJP:1243482。